# Premios de la Sociedad Internacional de Cinéfilos 2005
La 2ª edición de los Premios de la Sociedad Internacional de Cinéfilos se celebró en 2005.

## Premios y nominaciones
La película ganadora está resaltada en dorado.

### Mejor película
| País           | Título                                | Director           |
| -------------- | ------------------------------------- | ------------------ |
| Estados Unidos | Before Sunset                         | Richard Linklater  |
| Estados Unidos | Birth                                 | Jonathan Glazer    |
| Dinamarca      | Dogville                              | Lars von Trier     |
| Estados Unidos | Eternal Sunshine of the Spotless Mind | Michel Gondry      |
| Estados Unidos | Kill Bill: Vol. 2                     | Quentin Tarantino  |
| Colombia       | Maria Full of Grace                   | Joshua Marston     |
| Estados Unidos | Million Dollar Baby                   | Clint Eastwood     |
| Estados Unidos | Sideways                              | Alexander Payne    |
| Estados Unidos | The Incredibles                       | Brad Bird          |
| Rusia          | The Return                            | Andrey Zvyagintsev |

### Resto de categorías

#### Mejor película en habla no inglesa
- Bad Education – Pedro Almodóvar ( España)
- The Return – Andrey Zvyagintsev ( Rusia)

#### Mejor director
- Clint Eastwood – Million Dollar Baby
- Michel Gondry – Eternal Sunshine of the Spotless Mind

#### Mejor actor
- Jeff Bridges – The Door In The Floor
- Jim Carrey – Eternal Sunshine of the Spotless Mind
- Leonardo DiCaprio – The Aviator

#### Mejor actriz
- Kate Winslet – Eternal Sunshine of the Spotless Mind
- Nicole Kidman – Birth
- Uma Thurman – Kill Bill: Vol. 2

#### Mejor actor de reparto
- Clive Owen – Closer
- Paul Bettany – Dogville

#### Mejor actriz de reparto
- Isabella Rossellini – The Saddest Music in the World
- Natalie Portman – Closer

#### Mejor guion
- Before Sunset – Julie Delpy, Ethan Hawke, Richard Linklater
- Eternal Sunshine of the Spotless Mind – Charlie Kaufman

#### Mejor fotografía
- Birth – Harris Savides
- Collateral – Dion Beebe, Paul Cameron
- Hero – Christopher Doyle

#### Mejor diseño de producción
- A Series of Unfortunate Events – Rick Heinrichs
- The Aviator – Dante Ferretti

#### Mejor banda sonora
- Birth – Alexandre Desplat
- The Incredibles – Michael Giacchino

#### Mejor documental
- Tarnation
- Touching the Void